# Bundestagswahlkreis Börde
Der Bundestagswahlkreis Börde war ein Wahlkreis in Sachsen-Anhalt bei den Bundestagswahlen 2002 und 2005. Er trug die Wahlkreisnummer 70 und umfasste den ehemaligen  Bördekreis sowie die ehemaligen Landkreise Aschersleben-Staßfurt und Schönebeck.
Mit der Kreisreform von 2007 wurden auch die Wahlkreise in Sachsen-Anhalt neu gestaltet. Zur Bundestagswahl 2009 wurde der Wahlkreis Börde aufgelöst. Das Gebiet des ehemaligen Bördekreis wurde dem Bundestagswahlkreis Börde – Jerichower Land zugeordnet und das des ehemaligen Landkreises Schönebeck dem Bundestagswahlkreis Magdeburg. Das Gebiet des ehemaligen Landkreises Aschersleben-Staßfurt wurde zwischen den Bundestagswahlkreisen Harz und Anhalt aufgeteilt.

## Letzte Wahl
Die Bundestagswahl 2005 hatte folgendes Ergebnis:
| Direktkandidat   | Partei         | Erststimmen in % | Zweitstimmen in % | Bundestagswahl 2002 Zweitstimmen in % |
| ---------------- | -------------- | ---------------- | ----------------- | ------------------------------------- |
| Ulrich Kasparick | SPD            | 36,4             | 33,3              | 44,6                                  |
| Thomas Wachtmann | CDU            | 26,6             | 25,1              | 30,4                                  |
| Rosemarie Hein   | Die Linke.     | 25,5             | 27,3              | 13,4                                  |
| Jens Ackermann   | FDP            | 5,9              | 7,6               | 6,7                                   |
| Erich Meyer      | GRÜNE          | 1,7              | 2,9               | 2,6                                   |
| Jani Günter      | NPD            | 2,7              | 2,5               | 0,9                                   |
| –                | REP            | –                | 0,5               | –                                     |
| –                | MLPD           | –                | 0,3               | –                                     |
| Horst Melcher    | Offensive D    | 0,6              | 0,3               | –                                     |
| –                | Pro DM         | –                | 0,4               | –                                     |
| Michael Gatzke   | Einzelbewerber | 0,7              | –                 | –                                     |

## Bisherige Abgeordnete
Direkt gewählte Abgeordnete des Wahlkreises Börde waren:
| Wahl | Name             | Partei | Erststimmen in % |
| ---- | ---------------- | ------ | ---------------- |
| 2005 | Ulrich Kasparick | SPD    | 36,4             |
| 2002 | Ulrich Kasparick | SPD    | 45,2             |